# Matarvattensektionen
Matarvattensektionen är en ideell förening som verkar för att sprida kunskap och nyheter inom branschen för matar- och kylvattenrelaterade frågor. Sektionen har formellt forskningsstiftelsen ÅForsk som huvudman och har ett 100-tal medlemmar.

## Historia och verksamhet
Matarvattensektionen bildades 1987 med syfte att ett skapa ett forum för kunskapsutbyte i matarvattenfrågor för medlemmarna i den dåvarande ideella delen av ÅF. 
Ett återkommande inslag i verksamheten är den årliga Matarvattenkonferensen som arrangerats sedan 1987.